# Steeleville (Illinois)
Steeleville est un village situé à l'est du comté de Randolph dans l'Illinois, aux États-Unis,. Il est incorporé le 8 août 1903.

## Démographie
Lors du recensement de 2010, le village comptait une population de 2 083 habitants. Elle est estimée, en 2016, à 1 973 habitants.

### Source de la traduction
- (en) Cet article est partiellement ou en totalité issu de l’article de Wikipédia en anglais intitulé « Steeleville, Illinois » (voir la liste des auteurs).